# الموارد البشرية (فلم)
الموارد البشرية هو فيلم من نوع دراما أُصدر في 22 سبتمبر 1999. الفيلم من إنتاج La Sept ‏، وهو من إخراج لوران كانتيه، أما السيناريو فكان من كتابة لوران كانتيه وغيليس مارشان.

## القصة
فرانك، هو طالب في كلية إدارة أعمال كبرى، يقوم بفترة تدريب في المصنع الذي عمل فيه والده لمدة 30 عاما، يتم تعيينه في قسم الموارد البشرية، يعتقد انه قادر على زعزعة نظام الإدارة المحافظ، حتى اليوم الذي اكتشف فيه ان عمله بمثابة غطاء لخطة إعادة هيكلة تنص على إقالة إثنى عشر شخصا، بما فيهم والده.
تقع أحداث الفيلم في فرنسا.

## طاقم التمثيل
- جاليل لسبرت

## وصلات خارجية
- مقالات تستعمل روابط فنية بلا صلة مع ويكي بيانات